# 波扎爾基
50°58′11″N 25°13′23″E / 50.96972°N 25.22306°E
波扎爾基（烏克蘭語：Пожарки），是烏克蘭的村落，位於該國西部沃倫州，由盧茨克區負責管轄，面積1.75平方公里，海拔高度186米，2001年人口709，人口密度每平方公里405.14人。